# علی ادی
علی ادی یک منطقهٔ مسکونی در جیبوتی است که در اقلیم علی صبیح واقع شده‌است.

## خصوصیات
علی ادی ۵۲۵ متر بالاتر از سطح دریا واقع شده‌است.